# Atlantic Arc Commission
Atlantic Arc Commission är ett internationellt samarbete mellan regionala förvaltningar runt Biscayabukten. Organisationen är en underavdelning till Conference of Peripheral Maritime Regions of Europe (CPMR). Medlemmar är regioner i England, Frankrike, Irland, Portugal och Spanien.